# Долгоруков, Фёдор Сергеевич
Князь Фёдор Сергеевич Долгоруков (23 сентября 1720 — 27 апреля 1761) — генерал-майор, военный деятель во времена правления Елизаветы Петровны и Екатерины II Алексеевны. Рюрикович в XXVII колене, из княжеского рода Долгоруковых.

## Биография
Родился 23 сентября (4 октября) 1720 года — сын князя Сергея Михайловича Долгорукова от его брака княжной Прасковьей Фёдоровной Троекуровой. Имел братьев, князей: Ивана, Юрия, Михаила, Александра, Алексея, Николая и сестёр, княжон: Марию и Евдокию.
Записан на службу был в 1736 году и в следующем году участвовал в осаде и взятии Очакова.
В 1755 году (25 декабря) из подполковников переведён в полковники. С 1755 по 1758 год командовал Киевским пехотным полком. Участвовал в Семилетней войне (1756—1763): был в битве при Гросс-Егерсдорфе (19 августа 1757), при атаке Кюстрина (4 августа 1758); командирован для прикрытия вагенбурга и командовал арьергардом. 1 июня 1758 года произведен в бригадиры. 1 февраля 1759 года был пожалован в генерал-майоры. Участвовал в сражениях под Пальцигом (12 июля 1759), в занятии Франкфурта (1 августа 1759) и получил 6 сентября 1759 года орден Святой Анны 1-й степени. В 1760 году находился при атаке Берлина. При взятии одной из батарей под Кольбергом, был ранен пулей в левую руку выше локтя, с раздроблением кости; от этой раны на 19-й день, 27 сентября (8 октября) 1761 года умер. Тело его было перевезено в Москву и погребено 19 декабря в Богоявленском монастыре, «в палатке возле Казанской церкви».
Жена — графиня Пульхерия Платоновна Мусина-Пушкина (ок. 1725 — после 1744), дочь графа Платона Ивановича Мусина-Пушкина и Марьи Матвеевны урождённой Ржевской. Бездетны.